# Ардатово (Дубьонський район)
Арда́тово (рос. Ардатово, ерз. Ордань) — село у складі Дубьонського району Мордовії, Росія. Входить до складу Ардатовського сільського поселення.

## Етимологія
Назва села походить від дохристиянського імені ерзянина Ордата — одного з перших поселенців та засновників села.

## Географія
Ардатово розташоване на річці Кардалейка, за 3 км від районного центру, за 28 км від залізничної станції Атяшево та за 78 км до Саранська.
Клімат села помірно континентальний з теплим літом та помірно холодною зимою.

## Історія
Село вперше згадується 1624 року як Ордатова.

## Населення
Населення — 1025 осіб (2010; 1124 у 2002).
Національний склад (станом на 2002 рік):
- ерзяни — 96 %

## Відомі люди
- Нуянь Видяз — ерзянський публіцист та письменник, один з лідерів ерзянського національного руху ХХІ століття[3].